# Altopiano della Tunguska
L'Altopiano della Tunguska (in russo Тунгусское плато, Tungusskoe plato) è situato al margine occidentale dell'altopiano della Siberia centrale, a nord delle Alture dello Enisej. Si trova in Russia, nel Territorio di Krasnojarsk.

## Geografia
L'altopiano si estende da nord a sud per 600 km tra i fiumi Tunguska Pietrosa e Kurejka; le altezze prevalenti sono 600–800 m, il massimo è di 930 m (a nord).
L'altopiano, caratterizzato da profonde vallate simili a canyon, è composto da rocce sedimentarie del Paleozoico con intrusioni di rocce vulcaniche (trappo siberiano, tufo). È ricoperto dalla taiga di aghifoglie chiara (larice e pino), e dalla taiga di montagna (di aghifoglie scura) sulle cime.